# 水島諸島
水島諸島（みずしましょとう）は、岡山県倉敷市沖の瀬戸内海・水島灘にある島嶼群である。備讃諸島（びさんしょとう）の一部にあたる。南に塩飽諸島、西に笠岡諸島がある。
児島（下津井）沖にあるものは児島諸島（こじましょとう）又は下津井諸島（しもついしょとう）と呼ばれることもある。

## 概要
倉敷市水島・玉島・児島下津井地区の沖合、高梁川河口沖周辺の海域一帯に浮かぶ島々である。
多くが無人島で、ほとんどが水島港の港湾区域に含まれる。水島航路に近接しているため大型船舶の航行の障壁にもなっている。児島の下津井沖には有人島も存在する（ここは水島港区域外）。
かつては広義では寄島および三郎島（浅口市寄島町）も水島諸島に含まれていたが、現在は1973年（昭和48年）の干拓により陸続きとなっているため、含まれることは少ない。
水島諸島周辺の海域は有力な漁場として、古来より漁業が盛んに行われている。

## 島嶼

### 高梁川河口沖

#### 水島群島
高梁川河口南沖合にある無人島群である。上水島・下水島からなり、両島を総称して、あるいは片方（特に上水島）を指して「水島」と呼ぶこともある。JFEスチール西日本製鉄所倉敷地区（旧：川崎製鉄水島製鉄所）の南約1.6kmに所在する。西に下水島、東に上水島が東西に並ぶように浮かんでいる。児島郷内地区の五流尊瀧院に伝わる『熊野権現縁起』にも登場し、古くから知られている島嶼である。水の豊富な島として知られており、古くから船がよく立ち寄っていたという。現在の住所表記（大字）は、上水島が下津井、下水島が玉島黒崎に属する。
上水島は、周囲約2.25km、海抜51.2m。現在は無人島であるが、第二次大戦以前は多くの人が居住していた時期があった。児島通生の般若院には文明4年（1472年）6月に大干魃が発生、この地で17日間の雨乞いを行ったとの記録がある。明治時代に国有地となった後、児島郡菰池村（現在の倉敷市菰池）の小橋家に払い下げられた。更に1899年（明治32年）に神戸の鈴木商店に譲渡され、1903年（明治36年）に鈴木精錬所が建設された。鈴木精錬所では、主に銅の精錬が行われていた。この時期は、精錬によって発生する亜硫酸ガスに関する公害問題により、中四国の銅鉱山から精錬部門が瀬戸内の孤島に移転していた時期であり、鈴木精錬所もその1つであった。1902年（明治35年）には、尋常小学校の分教場が設置されたものの、6年後の1908年（明治41年）に廃止された。1915年（大正4年）には63戸、286人の従業員が居住していた。それに伴い島内は盛況となったが、1916年（大正5年）にピークを迎えた銅価格は、第一次世界大戦が終息に向かうにつれて暴落。1919年（大正8年）には、ピーク時の半値にまで落ちた。このため精錬所は徐々に衰退し、第二次世界大戦前には完全に閉鎖された。これに合わせる様に島民も減少し、精錬所閉鎖後は僅かな人員が居住するのみとなった。第二次世界大戦後に社宅などの撤去が行われ、残っていた人員も島を離れた。それ以降、上水島は無人島のままである。
下水島は、上水島の西方約2kmにあり、上水島の約4分の1の面積である。海抜約60m。周囲は好漁場として知られており、古くから漁業権を巡って争いがあったとされる。20世紀前半においては、東側の6割を浅口郡玉島町（後に玉島市を経て倉敷市に合併）、西側を浅口郡黒崎村（後に黒崎町を経て玉島市に合併。現在は倉敷市の一部）が所有しており、島内に市町村境があった。
水島群島は、水島灘や水島臨海工業地帯などの名称の由来、ひいては現在の倉敷市水島地区の地名の由来である。

#### 網代諸島
高梁川河口南沖合、下水島・上水島のさらに南方の海上にある小さな無人島群・岩礁群。北側から大杓島（おおしゃくじま、茶瓶島 ちゃびんじま とも）、小杓島（こしゃくじま）、さらに南端に大柄杓島（おおびしゃくじま）・小柄杓島（こびしゃくじま）が東西に並んでいる。このうち大杓島と小杓島は名前と島の面積の大小が逆転しており、海上保安庁第六管区海上保安本部「しまっぷ」の数値では大杓島の面積が0.20ha、小杓島の面積が0.66haとなっている。
諸島内の最高標高は大柄杓島の22m。水島諸島内では最も小さな島々である。住所表記（大字）は玉島柏島、もしくは水島川崎通1丁目となる。
前述の水島群島に含まれることもある。

#### 濃地諸島
高梁川河口南東側沖にある無人島群。北側から順にイサロ濃地島、細濃地島、太濃地島、上濃地島の4つの小さな無人島が並んでいる。住所表記（大字）は下津井に属している。
上濃地島は児島本荘の高室地区の西方約800m沖にあり、周囲は約650m、標高約29mである。雑草が生い茂るが、樹木は少ない。
太濃地島は、上濃地島の北に並び、やや幅広い形をした島である。周囲は約880m、標高約43.2m。上濃地島同様、雑草が多く、樹木は少ない。
細濃地島は、太濃地島の北側に並び、南北に長い形をしている。周囲は約850mで標高約29m。上濃地島・太濃地島同様に雑草ばかりで樹木が少ない島である。
イサロ濃地島は、細濃地島の北側、濃地諸島の最北端にあたる。周囲約520m、標高約28m。島名のイサロは、方言で「漁る」の意。周辺が好漁場であることに由来。

#### 葛島
児島通生北部にある岬「宮の鼻」の西方沖にある無人島。現在陸続きとなっている塩生の高島の南方にあたる。当島の南方向には濃地諸島・六口島がある。住所表記では児島通生となる。
後述する児島諸島の一部とされることもある。

### 児島沖（児島諸島）

#### 竪場島
児島港・雁山岬の南西約2.4kmに存在する無人島。住所表記（大字）は下津井に属している。水島諸島に含まない場合も多いが、児島諸島といった場合には含まれることも多い。面積0.12km2、標高45m。かつては蓼場島や鯨島とも書かれた。島内からは、旧石器時代から古墳時代にかけての遺跡が出土しており、その後も近世まで人が居住していた形跡が残り、由加神社の祠や石鳥居が残されている。なお、近年では1990年（平成2年）と1995年（平成7年）の国勢調査では人口2名と記録された有人島であった。その後は無人島となっているが、2017年より島全体がキャンプ場として利用されている。

#### 祖父祖母島
竪場島の東に存在する。高州の浅瀬とも呼ばれる。

### 現在は陸地化した島嶼

#### 高島
元々は、児島本荘の塩生地区の西方にあった島で、水島臨海工業地帯の埋立造成に伴い陸続きとなった。高島宮の比定地の一つとされる産土荒神社（高島神社）があることで知られる。また現在はホテルも建設されている。周囲は工業地である。

#### 寄島・三郎島
寄島は、現在の浅口市寄島地域の沖合にあった有人島であった。しかし、昭和期の干拓により陸繋島になり、寄島半島となっている。三郎島（通称：三つ山）は寄島の南西約100mの沖合にある無人島。非常に小さく、岩礁とも書かれる。面積550m2、標高10m。大潮の際には、寄島と砂州で繋がるタイダル・アイランドである。三つ山の通称の通り、1直線に並んだ3つのピークがあり、潮汐によって1島から3島へと変化する。かつては、この3つの頂を応神天皇、仲哀天皇、神功皇后に見立て、3名を祀る祠があったとされるが、現存しない。陸続きにはなっていないものの、寄島とともに水島諸島に含まなくなった。なお、1876年（明治9年）に、三郎島の名前が現在の寄島の物であるとされた際は、三つ山の名が現在の三郎島を指す名前として用いられていた。

## 位置
| 島名                           | 緯度経度                                                            |
| ------------------------------ | ------------------------------------------------------------------- |
| 上水島（かみみずしま）         | 北緯34度27分48秒 東経133度42分44秒 / 北緯34.46333度 東経133.71222度 |
| 下水島（しもみずしま）         | 北緯34度27分44秒 東経133度41分27秒 / 北緯34.46222度 東経133.69083度 |
| 大杓島（おおしゃくじま）       | 北緯34度27分05秒 東経133度41分52秒 / 北緯34.45139度 東経133.69778度 |
| 小杓島（こしゃくじま）         | 北緯34度26分56秒 東経133度41分48秒 / 北緯34.44889度 東経133.69667度 |
| 大柄杓島（おおびしゃくじま）   | 北緯34度26分48秒 東経133度41分35秒 / 北緯34.44667度 東経133.69306度 |
| 小柄杓島（こびしゃくじま）     | 北緯34度26分48秒 東経133度41分40秒 / 北緯34.44667度 東経133.69444度 |
| イザロ濃地島（いざろのじしま） | 北緯34度27分17秒 東経133度44分47秒 / 北緯34.45472度 東経133.74639度 |
| 細濃地島（ほそのじしま）       | 北緯34度27分03秒 東経133度44分53秒 / 北緯34.45083度 東経133.74806度 |
| 太濃地島（ふとのじしま）       | 北緯34度26分53秒 東経133度45分11秒 / 北緯34.44806度 東経133.75306度 |
| 上濃地島（かみのじしま）       | 北緯34度26分36秒 東経133度45分30秒 / 北緯34.44333度 東経133.75833度 |
| 葛島（かつらしま）             | 北緯34度27分47秒 東経133度45分41秒 / 北緯34.46306度 東経133.76139度 |
| 六口島（むぐちじま）           | 北緯34度25分24秒 東経133度46分02秒 / 北緯34.42333度 東経133.76722度 |
| 釜島（かましま）               | 北緯34度25分21秒 東経133度49分56秒 / 北緯34.42250度 東経133.83222度 |
| 松島（まつしま）               | 北緯34度25分31秒 東経133度49分03秒 / 北緯34.42528度 東経133.81750度 |
| 竪場島（たてばしま）           | 北緯34度26分51秒 東経133度51分09秒 / 北緯34.44750度 東経133.85250度 |
| 祖父祖母島（じんばしま）       | 北緯34度27分04秒 東経133度51分53秒 / 北緯34.45111度 東経133.86472度 |